# María Eugenia Riascos
María Eugenia Riascos Rodríguez (Armenia, 20 de juny de 1962) és una advocada i política colombiana del partit Aliança Social Indígena. Va ser Coordinadora del Sisben (el sistema de salut i de subsidi del Govern Nacional) durant l'administració de Ramiro Suárez Corzo. Aquest gran assoliment la va convertir en la Dona Cafam 2006 de Norte de Santander. Quan va pertànyer a la Policia Nacional de Colòmbia va treballar en favor de les comunitats més necessitades de la ciutat, per la qual cosa va obtenir un gran nombre de vots als barris on habiten aquestes persones.
Va ser triada el 28 d'octubre de 2007 com a alcaldessa de Cúcuta per al període 2008-2011 després de derrotar a l'ex-viceministre Luis Hernando Angarita per prop de 7.000 vots, amb 99.763 electors. Riascos va guanyar amb el suport d'una gran coalició política que es va conformar al seu voltant, la qual va estar liderada pel senador Juan Manuel Cabirol Román, el Senador Carlos Emiro Panxa, el Governador Miguel Morelli, l'ex-senador Felix Salcedo Baldion, així com per 12 regidors de Cúcuta i els líders més destacats de l'anomenat Ramirismo i del Senador Manuel Guillermo Mora Jaramillo. María Eugenia Riascos es va presentar a la campanya com una líder social independent, però ràpidament va sumar un gran suport polític i econòmic per a la seva campanya.
Riascos és advocada de la Universitat Libre de Cúcuta, es va especialitzar en dret públic i alta gerència. Té alhora un diplomat en hermeneutica jurídica, així mateix és especialista en gestió pública de l'Escola Superior d'Administració Pública. Treballà com a agent professional especial a la Policia Nacional, després va ser directora de la Impremta Departamental en la Governació de Norte de Santander. També va treballar al Sisben com a directora durant quatre anys i 6 mesos per després passar a la secretària de Turisme en l'Alcaldia; i més tard va ser la directora del Departament Administratiu.
El 21 de maig de 2008 l'alcaldessa va establir la seva posició respecte a la venda de la electrificadora de Norte de Santander (coneguda comercialment com a CENS), ja que la va considerar nociva per als interessos dels ciutadans de Cúcuta.